# 麻平衡
麻平衡（琉球語：／  ?；1557年—1644年）和名儀間親方真常（琉球語：／ ），琉球國第二尚氏王朝時期的人物。他是麻普蔚（大城按司真武）的後代。麻氏大宗家第六世。

## 人物及其貢獻
麻平衡對琉球國的經濟發展作出了突出的貢獻。1605年，野國總管自中國引進了甘薯。麻平衡學習之後，在琉球各地廣泛種植。此後甘薯自琉球經薩摩藩傳入日本。此外他還自日本引進木棉之種，傳播了黑砂糖的製法。後來黑砂糖成為琉球國的支柱產業之一。

## 生平大事記
- 1557年（嘉靖36年）出生。
- 1573年－1592年（萬曆年間）陞黃冠，稱儀間里之子親雲上真常。
- 1593年（萬曆21年）5月16日，繼承其父麻時嘗的真和志間切儀間地頭，稱儀間親雲上真常。
- 1605年（萬曆33年）向野國總管學習種植甘薯的方法，並在琉球國境內廣泛傳播。
- 1609年（萬曆37年）5月17日，薩摩藩侵略琉球國，同尚寧王一起被擄至薩摩。
- 1611年（萬曆39年）9月13日，攜日本棉花種歸國，定居於那霸泉崎村，向兩名日本女性（梅千代、實千代）學習木棉的種植方法並傳播。
- 1623年（天啟3年）遣人赴中國學習黑砂糖製法並普及之。
- 1624年（天啟4年）1月15日陞紫冠，稱儀間親方真常。
- 1633年（崇禎6年），長子麻舉要病亡。
- 1639年（崇禎12年），長孫麻作願繼承真和志間切儀間地頭。
- 1644年（崇禎17年）10月14日病亡，享年88歲。墳墓在今那霸市首里崎山町。

## 後世對他的尊崇
因為他對琉球國的經濟發展作出了巨大的貢獻，他與野國總管、蔡溫三人同被祭祀於世持神社（今那霸市奧武山町）。他與程順則（名護親方寵文）、向象賢（羽地按司朝秀）、蔡溫（具志頭親方文若）和向有恆（宜野灣親方朝保），被沖繩民俗學家伊波普猷併稱為「琉球五偉人」。

## 家族
- 父：麻時嘗（儀間親雲上真命）
- 母：莊氏真鍋（號月蒲）
  - 長兄：大嶺親雲上
  - 次兄：儀間仁屋
  - 姐：思玉（兪良金・平安山親雲上重明之妻）

- 妻：毛氏真鍋
  - 長子：麻舉要（儀間里之子親雲上真之）
    - 長孫：麻作願（儀間親雲上真時）

  - 長女：真牛　（麻氏越來掟親雲上之三子越來爾也之妻）